# NGC 1161
NGC 1161 est une galaxie lenticulaire située dans la constellation de Persée. NGC 1161 a été découverte par l'astronome germano-britannique William Herschel en 1784.

## Caractéristiques
NGC 1161 est une galaxie active de type Seyfert 1.9 (Sy 1.9),. NGC 1161 est aussi est une galaxie LINER, c'est-à-dire une galaxie dont le noyau présente un spectre d'émission caractérisé par de larges raies d'atomes faiblement ionisés.

### Distance
Sa vitesse par rapport au fond diffus cosmologique est de 1 728 ± 28 km/s, ce qui correspond à une distance de Hubble de 25,5 ± 1,8 Mpc (∼83,2 millions d'al).

### Morphologie
NGC 1161 a été utilisée par Gérard de Vaucouleurs comme une galaxie de type morphologique SA(r)0+ dans son atlas des galaxies,.